# Anja Reßmer
Anja Reßmer (* 12. September 1974 in Berlin) ist eine deutsche Schauspielerin.

## Leben
Reßmer ist die Tochter einer koreanischen Mutter und eines deutschen Vaters. Schon während ihrer Schulzeit spielte sie im Schultheater und in einer Off-Theatergruppe. 
Nach dem Abitur studierte sie zunächst einige Semester Musikwissenschaften, Deutsch und Geschichte. Von 1996 bis 1999 absolvierte sie ihre Schauspielausbildung an der Schauspielschule „Der Kreis“ (Fritz-Kirchhoff-Schule) in Berlin. 
Ihr erstes Theaterengagement hatte sie am Carrousel-Theater Berlin; es folgten das Thaliatheater in Halle (Saale) und das Badische Staatstheater Karlsruhe.
Im Fernsehen übernahm  Anja Reßmer Rollen in der Serie „Für alle Fälle Stefanie“, in „Romantic Fighter“, „Zwei alte Hasen“ und in „Rosa Roth“. Von 2002 bis 2004 war sie als Justizvollzugsbeamtin Maja Brehme in der RTL-Serie „Hinter Gittern – Der Frauenknast“ zu sehen. 
2006 spielte sie beim freien Theater Poetenpack die Rolle der Lena in Büchners Leonce und Lena, 2007 spielte sie beim Shakespeare-Sommertheater des Poetenpack Horatio in Hamlet. 2007 drehte sie den Fernsehfilm „Brief an Bill Gates“.